# Manas Dhamne
Manas Manoj Dhamne (Hindi मानस मनोज धामने; * 29. Dezember 2007 in Satara) ist ein indischer Tennisspieler.

## Karriere
Dhamne ist bis 2025 auf der ITF Junior Tour spielberechtigt. Schon mit 14 Jahren schaffte er es in der Junior-Rangliste bis auf Platz 69. Als einer der jüngsten Spieler wurde er Junior-Asienmeister.
Anfang 2023 bekam Dhamne eine Wildcard für sein viertes Profiturnier überhaupt, und das bei einem Turnier der ATP Tour. In Pune spielte er in der ersten Runde gegen Michael Mmoh, gegen den er mit 2:6, 4:6 verlor. Er war damit der erste Spieler, der 2007 geboren wurde und ein ATP-Turnier spielte. Zuvor hatte er schon zwei Turniere auf der drittklassigen ITF Future Tour gespielt, wo er ebenfalls noch nicht siegreich war. In der Weltrangliste konnte er sich noch nicht platzieren.